# Watsuji-Tetsurō-Kulturpreis
Der Watsuji-Tetsurō-Kulturpreis (jap. 和辻哲郎文化賞, Watsuji Tetsurō Bunkashō) ist ein Wissenschaftspreis, der zum Andenken sowohl an den 100. Geburtstag des Philosophen Watsuji Tetsurō als auch zum Andenken an den 100. Gründungstag alljährlich von der Stadt Himeji in der Präfektur Hyōgo vergeben wird. Der Preis ist mit 1 Million Yen dotiert und wird in den beiden Kategorien Allgemein und Wissenschaft vergeben.

## Kategorie: Allgemein
Der Preis in der Kategorie Allgemein wird an Wissenschaftler verliehen, die Watsuji Tetsurō durch ihre Werke aus verschiedenen Gebieten wie der Literatur, Kunst, Geschichte oder der Kultur einer großen Leserschaft bekannt gemacht haben.

### Auswahlkomitee
- Umehara Takeshi
- Chin Shunshin
- Shiba Ryōtarō †
- Nakano Kōji †
- Yamaori Tetsuo

## Kategorie: Wissenschaft
Der Preis in der Kategorie Wissenschaft wird für herausragende wissenschaftliche Arbeiten in Tetsuros Fachgebieten Philosophie, Ethik, Religion, Geistesgeschichte und Komparatistik vergeben.

### Auswahlkomitee
- Sakabe Megumi †
- Sekine Seizō
- Kurozumi Makoto
- Katō Hisatake

## Preisträger

### 1988 bis 1999
- 1988
  - Kategorie: Allgemein Ōkubo Takaki für Okakura Kakuzō (岡倉天心)
  - Kategorie: Wissenschaft William R. Lafleur für Reasons for the Rubble: Watsuji Tetsuro's Position in Japan's Postwar Debate about Rationality (廃墟に立つ理性 戦後合理性論争における和辻哲郎の位相) aus Geistesgeschichte im Japan der Nachkriegszeit (戦後日本の精神史)
- 1989
  - Kategorie: Allgemein Usami Hitoshi für Bemerkungen über die untergehende Sonne (落日論)
  - Kategorie: Wissenschaft Ueyama Yasutoshi für Freud und Jung – Die Psychoanalyse und die europäische Wissensgesellschaft (フロイトとユング – 精神分析運動とヨーロッパ知識社会)
- 1990
  - Kategorie: Allgemein Nakanishi Susumu für Das Man’yōshū und das Ausland (万葉と海彼)
  - Kategorie: Wissenschaft Nagazumi Yōko für Diplomatie zu Beginn der (japanischen) Moderne (近世初期の外交)
- 1991
  - Kategorie: Allgemein Takehiko Noguchi für Kriegskunst der Edo-Zeit (江戸の兵学思想)
  - Kategorie: Wissenschaft Herman Ooms[1] für Tokugawa Ideology (徳川イデオロギー)
- 1992
  - Kategorie: Allgemein Gunji Masakatsu für Gunji Masakatsu revidierte Ausgabe (郡司正勝刪定集)
  - Kategorie: Wissenschaft Ōmori Shōzō für Die Zeit und das Selbst (時間と自我)
- 1993
  - Kategorie: Allgemein Doi Ryōzō für Die Kanrin Maru[Anm. 1] das Meer überquerend (咸臨丸海を渡る)
  - Kategorie: Wissenschaft Katō Hisatake für Die Aufgabe der Philosophie (哲学の使命)
- 1994
  - Kategorie: Allgemein Hotta Yoshie für Der Mann von Schloss Montaigne (ミシェル城館の人) und Yamauchi Hisashi für Geschichte und Anthropologie des Essens (「食」の歴史人類学)
  - Kategorie: Wissenschaft Sekine Seizō für Transzendenz und Symbol im Alten Testament (旧約における超越と象徴)
- 1995
  - Kategorie: Allgemein Inoue Yoshio für D. H. Lawrence – eine kritische Biografie (評伝 D・H・ローレンス)
  - Kategorie: Wissenschaft Abe Yoshio für Charles Baudelaire (シャルル・ボードレール)
- 1996
  - Kategorie: Allgemein Hasegawa Michiko für Das Rätsel Babylon (バベルの謎)
  - Kategorie: Wissenschaft Ono Kiyomi für Die Welt der Technokraten und der Nationalsozialismus (テクノクラートの世界とナチズム)
- 1997
  - Kategorie: Allgemein Tokunaga Makoto für Das Ghetto von Venedig – eine Reise durch die Ideengeschichte des Antisemitismus (ヴェニスのゲットーにて – 反ユダヤ主義思想史への旅)
  - Kategorie: Wissenschaft Ichinose Masaki für (?)- der Moment des John Locke (人格知識論の生成 – ジョン・ロックの瞬間)
- 1998
  - Kategorie: Allgemein Shimada Yoshihito für Weltanschauung der Reisanbaukultur – die Mythen der Götterzeit im Kojiki (稲作文化の世界観 – 「古事記」神代神話を読む)
  - Kategorie: Wissenschaft Sasaki Takeshi für Der Zauber Platons – Politik und Philosophie im 20. Jahrhundert (プラトンの呪縛 – 二十世紀の哲学と政治)
- 1999
  - Kategorie: Allgemein Nishimura Saburō für Naturgeschichte in der Kultur – Westeuropa und Japan (文明のなかの博物学 西欧と日本) und Watanabe Kōji für Die Gestalt der sich bewegenden Welt – Skizze der japanischen Moderne I (逝きし世の面影 日本近代素描I)
  - Kategorie: Wissenschaft Utsunomiya Yoshiaki für Kant und die Götter – Vernunftglaube, Moral, Religion (カントと神 理性信仰・道徳・宗教)

### 2000 bis 2009
- 2000
  - Kategorie: Allgemein Inaga Shigemi für Östliche Malerei (絵画の東方)
  - Kategorie: Wissenschaft Kobayashi Michio für Descartes – seine Philosophie und Reichweite (デカルト哲学とその射程)
- 2001
  - Kategorie: Allgemein Okano Hirohiko für Shinobu Orikuchi – seine Gedanken und Studien (折口信夫伝 その思想と学問) und Yamaori Tetsuo für Sinnlichkeit und Moralgeschichte (愛欲の精神史)
  - Kategorie: Wissenschaft Nakai Kate Wildman[2] für Arai Hakuseki and Shogunal Politics – Konfuzianismus und historische Abhandlung (新井白石の政治戦略 儒学と史論)
- 2002
  - Kategorie: Allgemein Osabe Hideo für Kirschen und Christus ein weiterer Aspekt bei Dazai Osamu (桜桃とキリストもう一つの太宰治伝)
  - Kategorie: Wissenschaft Kimura Bin für Siebenbändige Gesamtausgabe von Kimura Bin … philosophische Schriften (木村敏著作集第7巻 臨床哲学論文集) und Uemura Tsuneichirō für Das Wesen der Zeit (時間の本性)
- 2003
  - Kategorie: Allgemein Akiyama Shun für Sensibilität und Einbildung – meine Schuld und Sühne (神経と夢想 私の罪と罰)
  - Kategorie: Wissenschaft Shiokawa Tetsuya für Pascals Gedanken (ブレーズ・パスカル考)
- 2004
  - Kategorie: Allgemein Hirakawa Sukehiro für Lafcadio Hearn – Kolonialisierung, Christianisierung und Kulturerneuerung (ラフカディオ・ハーン 植民地化・キリスト教化・文明開化)
  - Kategorie: Wissenschaft Inoue Tatsuo für Ein Versuch über das Gesetz (法という企て)
- 2005
  - Kategorie: Allgemein Niikura Toshikazu für Nishiwaki Junzaburō – kritische Biografie (評伝西脇順三郎)
  - Kategorie: Wissenschaft Satō Yasukuni für Die Kritik der Urteilskraft und die die Gegenwart – auf der Suche nach neuen Möglichkeiten der Teleologie (カント「判断力批判」と現代-目的論の新たな可能性を求めて)
- 2006
  - Kategorie: Allgemein Kōichi Oizumi für Hasekura Tsunenaga – Die Wahrheit über die Gesandtschaft der Keichō-Ära – kritische Biografie, die ein reelles und bisher verheimlichtes Bild zeichnet (支倉常長 慶長遣欧使節の真相 ―肖像画に秘められた実像評伝―)
  - Kategorie: Wissenschaft Imamichi Tomonobu für (Fort)bestand und Werden der Schönheit (美の存立と生成)
- 2007
  - Kategorie: Allgemein Iwashita Hisafumi für Abhandlung über Geisha – wie die Japaner die als Götter Verkleideten vergessen haben (芸者論―神々に扮することを忘れた日本人)
  - Kategorie: Wissenschaft Itō Kunitake für Die Kosmologie des Charles Sanders Peirce (パースの宇宙論)
- 2008
  - Kategorie: Allgemein Okaya Kōji für Streifzüge in der Südsee (南海漂蕩)[3]
  - Kategorie: Wissenschaft Mori Ichirō für Tod und Geburt (死と誕生)
- 2009
  - Kategorie: Allgemein Imahashi Riko für Die Moderne der Akita Ranga (秋田蘭画の近代)
  - Kategorie: Wissenschaft Tagai Morio für Ferdinand de Saussure (フェルディナン・ド・ソシュール)

### Seit 2010
- 2010
  - Kategorie: Allgemein Sugita Hiroko für Sōsekis Kater und Nietzsche (漱石の猫とニーチェ)
  - Kategorie: Wissenschaft Gonza Takeshi für Vernunft, Staat und Geschichte bei Hegel (ヘーゲルにおける理性・国家・歴史)
- 2011
  - Kategorie: Allgemein Suenobu Yoshiharu für Masaoka Shiki In den Krieg ziehen (正岡子規、従軍す)
  - Kategorie: Wissenschaft Nakahata Masashi für Die Verwandlung der Seele – die geschichtliche Struktur des Grundbegriffs Seele (魂の変容　心的基礎概念の歴史的構成)
- 2012
  - Kategorie: Allgemein Ryū Gan’i für Biografie Shū Sakujins – Ideengeschichte japanophiler Literaten (周作人伝　ある知日派文人の精神史) und Azumi Kyōko für Onami aus dem „Kusamakura“ und die Xinhai-Revolution (「草枕」の那美と辛亥革命)[Anm. 2]
  - Kategorie: Wissenschaft Nakajima Takahiro für Praxis der Symbiose – Staat und Religion (共生のプラクシス　国家と宗教)
- 2013
  - Kategorie: Allgemein Ikeda Mikiko für Natsume Soseki me wa shiru tōzai no ji (夏目漱石　眼は識る東西の字)
  - Kategorie: Wissenschaft Nomoto Kazuyuki für Gesamtschau der Philosophie Freges (フレーゲ哲学の全貌)
- 2014
  - Kategorie: Allgemein Kamei Shunsuke für Arishima Takeo sekai ni taishite shinkenshōbu o shitsuzukeru (有島武郎　世間に対して真剣勝負をし続けて)
  - Kategorie: Wissenschaft Inagaki Ryōsuke für Die Theologie von Thomas von Aquin (トマス・アクィナスの神学) und Die Metaphysik des ‚Seins‘ bei Thomas von Aquin (トマス・アクィナス「存在」の形而上学)[4]
- 2015
  - Kategorie: Allgemein Katsumata Hiroshi für 1000 Jahre Ich Roman – von der Tagebuchliteratur zur modernen Literatur (私小説千年史 日記文学から近代文学まで)
  - Kategorie: Wissenschaft Satō Hikaru für Yanagi Muneyoshi to William Blake kanryūsuru 『kōtei no shisō』 (柳宗悦とウィリアム・ブレイク 環流する『肯定の思想』)
- 2016
  - Kategorie: Allgemein Yamaguchi Yōji Nihongo wo tsukatta otoko jōden mannen to sono jidai (日本語を作った男　上田万年とその時代)
  - Kategorie: Wissenschaft Noya Shigeki Fu to iu nanmon kūkan shintai imi (心という難問　空間・身体・意味)
- 2017
  - Kategorie: Allgemein Masayasu Hosaka
  - Kategorie: Wissenschaft Yoshikazu Takefumi
- 2018
  - Kategorie: Allgemein Arata Hirakawa
  - Kategorie: Wissenschaft Motomu Ishikawa
- 2019
  - Kategorie: Allgemein Masaaki Shirakawa
  - Kategorie: Wissenschaft Hiromi Matsui
- 2020
  - Kategorie: Allgemein Sandra Shar
  - Kategorie: Wissenschaft Hisao Miyamoto
- 2021
  - Kategorie: Allgemein Atsushi Miura
  - Kategorie: Wissenschaft Noburu Notomi
- 2022
  - Kategorie: Allgemein Yoshiro Tago
  - Kategorie: Wissenschaft Harumi Shibuya
- 2023
  - Kategorie: Allgemein Yosuke Kosaka
  - Kategorie: Wissenschaft Hideki Mine
- 2024[5]
  - Kategorie: Allgemein Kensuke Hirai
  - Kategorie: Wissenschaft Kiyokazu Washida